# Максакродо
 Максакродо  — деревня в Новоторъяльском районе Республики Марий Эл. Входит в состав Староторъяльского сельского поселения.

## География
Находится в северо-восточной части республики Марий Эл на расстоянии приблизительно 11 км по прямой на юг-юго-восток от районного центра посёлка Новый Торъял.

## История
По местным данным основана в XVI веке. В 1850 году проживали 109 человек. В 1884 году в деревне насчитывалось 19 дворов, проживали 125 человек, в 1925 году 106 человек. В 2002 году в деревне числилось 14 домов. В советское время работали колхозы «Памаштур», «Большевик» и «Прогресс».

## Население
Население составляло 32 человека (мари 97 %) в 2002 году, 22 в 2010.